# Tugan Sochijew
Tugan Tajmurazowicz Sochijew (oset. Сохиты Таймуразы фырт Тугъан, ros. Туган Таймуразович Сохиев; ur. 21 października 1977 we Władykaukazie, w Osetii Północnej) – rosyjski dyrygent pochodzenia osetyjskiego.

## Życiorys
Sochijew rozpoczął naukę gry na fortepianie w wieku 7 lat. Swój pierwszy występ z orkiestrą w charakterze dyrygenta odbył w wieku lat 17 z inicjatywy Anatolija Briskina, dyrygenta Narodowej Orkiestry Symfonicznej Osetii Północnej. Następnie rozpoczął studia muzyczne w Konserwatorium Petersburskim, będąc jednym z ostatnich uczniów Ilji Musina przed jego śmiercią w 1999 r.
Pierwszą operą dyrygowaną przez Sochijewa była inscenizacja Cyganerii Giacoma Pucciniego wystawiona w Islandii. Po obejrzeniu tej produkcji dyrektor naczelny Walijskiej Opery Narodowej (WNO, wal. Opera Cenedlaethol Cymru) Anthony Freud w grudniu 2001 r. zaproponował Sochijewowi stanowisko dyrektora muzycznego tej instytucji (planowany na 5 lat kontrakt rozpoczął się w 2003 r.). Pierwsze wspólne wystąpienia obejmowały wznowienia oper: Don Giovanni Wolfganga Amadeusa Mozarta, Rycerskość wieśniacza Pietra Mascagniego oraz Pajace Ruggera Leoncavalla. Pierwszą produkcją zrealizowaną od podstaw przez Sochijewa jako dyrektora muzycznego WNO było wystawienie opery Eugeniusz Oniegin Piotra Czajkowskiego. Sochijew zrealizował również projekt pod nazwą Russian Series, w ramach którego WNO zaprezentowała wybitne dzieła operowe kompozytorów rosyjskich. W sierpniu 2004 r. Sochijew zrezygnował ze współpracy z operą z powodu nieporozumień przy obsadzie kolejnej produkcji – Traviaty Giuseppe Verdiego. Po jego odejściu pojawiły się wątpliwości, czy widoczny spadek morale u członków orkiestry i chóru WNO nie był związany ze zbyt młodym wiekiem Sochijewa i wynikającym z tego brakiem doświadczenia niezbędnego do prowadzenia zespołu opery.
W 2005 r. Sochijew rozpoczął współpracę z Orchestre national du Capitole de Toulouse w Tuluzie (Francja) w charakterze pierwszego dyrygenta gościnnego. Po występie z Orkiestrą w Théâtre des Champs Élysées w 2005 r. członkowie Związku Krytyków Francuskich okrzyknęli go mianem Révélation musicale de l’année (fr. objawienie muzyczne roku). Od 2008 r. jest dyrektorem muzycznym i pierwszym dyrygentem tej orkiestry (kontrakt do końca sezonu 2020/2021).
W 2009 r. odbył swoje premierowe koncerty z orkiestrami filharmoników berlińskich i wiedeńskich, po których krytycy określili go jako Dirigentenwunderwaffe (niem. cudowny dyrygent, dosł. cudowna broń dyrygentury). Przez dwa sezony współpracował z Philharmonia Orchestra w Londynie. We wrześniu 2010 r. ogłoszono jego nominację na głównego dyrygenta i dyrektora artystycznego Deutsches Symphonie-Orchester Berlin. Funkcję tę objął z początkiem sezonu artystycznego 2012/2013 i pełnił do 2016 r. Od 2014 r. jest dyrektorem artystycznym i głównym dyrygentem Teatru Bolszoj.
13 lutego 2013 r. wystąpił wraz z Jelizawietą Leonską i Orchestre national du Capitole de Toulouse na koncercie z cyklu Orkiestry świata/Wielkie koncerty fortepianowe w Filharmonii Narodowej w Warszawie.